# Карпов Костянтин Леонідович
Костянтин Леонідович Карпов (рос. Константин Леонидович Карпов) — начальник Центру інформаційного протиборства Центру територіальних військ Південного військового округу ЗС РФ. В Україні названий «російським Геббельсом».

## Життєпис
З початку літа 2015 року полковник ЗС РФ Костянтин Карпов та його підлеглі, військовослужбовці Центру інформаційного протиборства Центру територіальних військ Південного військового округу ЗС РФ, беруть участь у збройній агресії Росії на тимчасово окупованих територіях Східної України. На території України вони перебувають на ротаційній основі двома-трьома групами по два тижні. Групи мають по два військовослужбовця.